# Kretischer Staat
Der Kretische Staat (griechisch Κρητική Πολιτεία Kritiki Politia, türkisch Girit Devleti) auf der Mittelmeerinsel Kreta wurde nach dem Friedensschluss vom 4. Dezember 1897 infolge des Aufstands der Kreter im Türkisch-Griechischen Krieg auf Druck der europäischen Großmächte Frankreich, Russland und Großbritannien gebildet. Er war ab 1898 de facto ein vom Osmanischen Reich gelöstes britisch-französisch-russisch-italienisches Protektorat.
Von 1897 bis 1899 verwalteten die vier Mächte die Insel. Die vier Schutzmächte bildeten ein Beratungsgremium, das seinen Sitz zunächst in Rom hatte und dessen Zustimmung in bestimmten Fragen der mit der Regierung der Insel betraute (griechische) Oberkommissar (Hochkommissar) einholen musste. Der letzte osmanische Generalgouverneur Georg Berowitsch Pascha, der bei den einheimischen Kretern beliebt war, übergab dem ersten Hochkommissar Prinz Georg von Griechenland die Schlüssel zur Festung von Chania. Als neues Staatsoberhaupt erhielt Prinz Georg seine formelle Bestätigung vom osmanischen Sultan Abdülhamid II. Griechenland hatte sich zuvor dem Osmanischen Reich gegenüber zu großen Reparationszahlungen verpflichtet. 1907 wurde der Sitz der alliierten Beratungskörperschaft nach Athen verlegt.

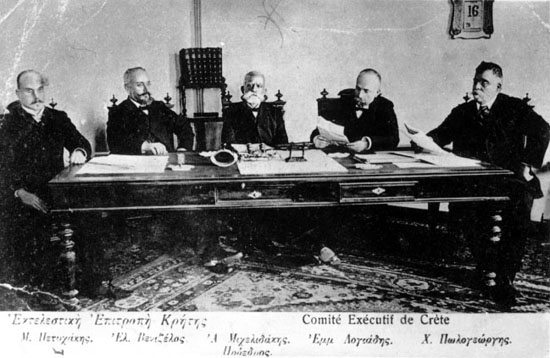
Kretischer Exekutivrat um 1898

Unmittelbar nach dem jungtürkisch-nationalistischen Umsturz im Osmanischen Reich stürzten griechische Nationalisten 1908 die bisherige kretische Regierung, und eine neue kretische Regierung unter Eleftherios Venizelos erklärte unilateral eine Union mit Griechenland. Diese wurde aber erst im Oktober 1912 von Griechenland und international 1913 nach den Balkankriegen anerkannt.
Nach dem Vertrag von London musste der Sultan des Osmanischen Reiches Mehmed V. formal auf alle seine Ansprüche auf Kreta verzichten. Im Dezember 1913 wurde im Beisein des griechischen Königs Konstantin I. und des nunmehr griechischen Premierministers Venizelos im osmanischen Fort in Chania die griechische Flagge gehisst. Die muslimische Minderheit blieb zunächst auf der Insel, wurde aber später wie im Vertrag von Lausanne vereinbart in die Türkei umgesiedelt.